# مركب موليبدنوم عضوي

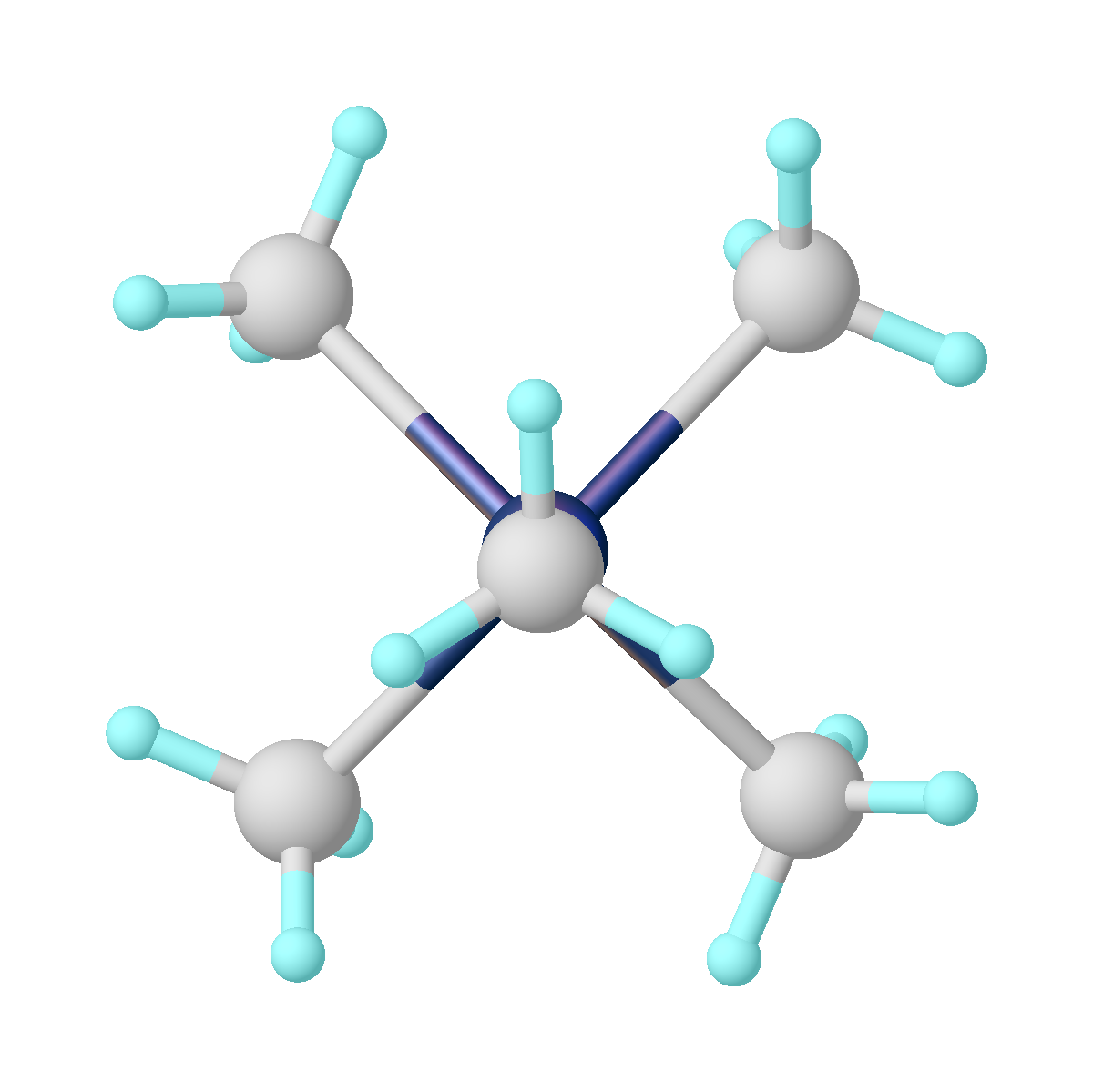
بنية Mo(CH_{3})_{5} خماسي ميثيل الموليبدنوم، مثال على مركبات الموليبدنوم العضوية.

مركبات الموليبدنوم العضوية هي صنف من المركبات العضوية الفلزية الحاوية على رابطة كيميائية بين عنصري الموليبدنوم والكربون Mo-C؛ ويدعى الفرع من الكيمياء المهتم بدراسة تلك المركبات باسم كيمياء الموليبدنوم العضوية.
تشابه مركبات الموليبدنوم العضوية مركبات الكروم العضوية، إلا أنها حالات الأكسدة العليا تكون في هذه المركبات أكثر شيوعاً.